# Dromogomphus spinosus
Dromogomphus spinosus är en trollsländeart som först beskrevs av Selys 1854.  Dromogomphus spinosus ingår i släktet Dromogomphus och familjen flodtrollsländor. IUCN kategoriserar arten globalt som livskraftig. Inga underarter finns listade i Catalogue of Life.

## Bildgalleri

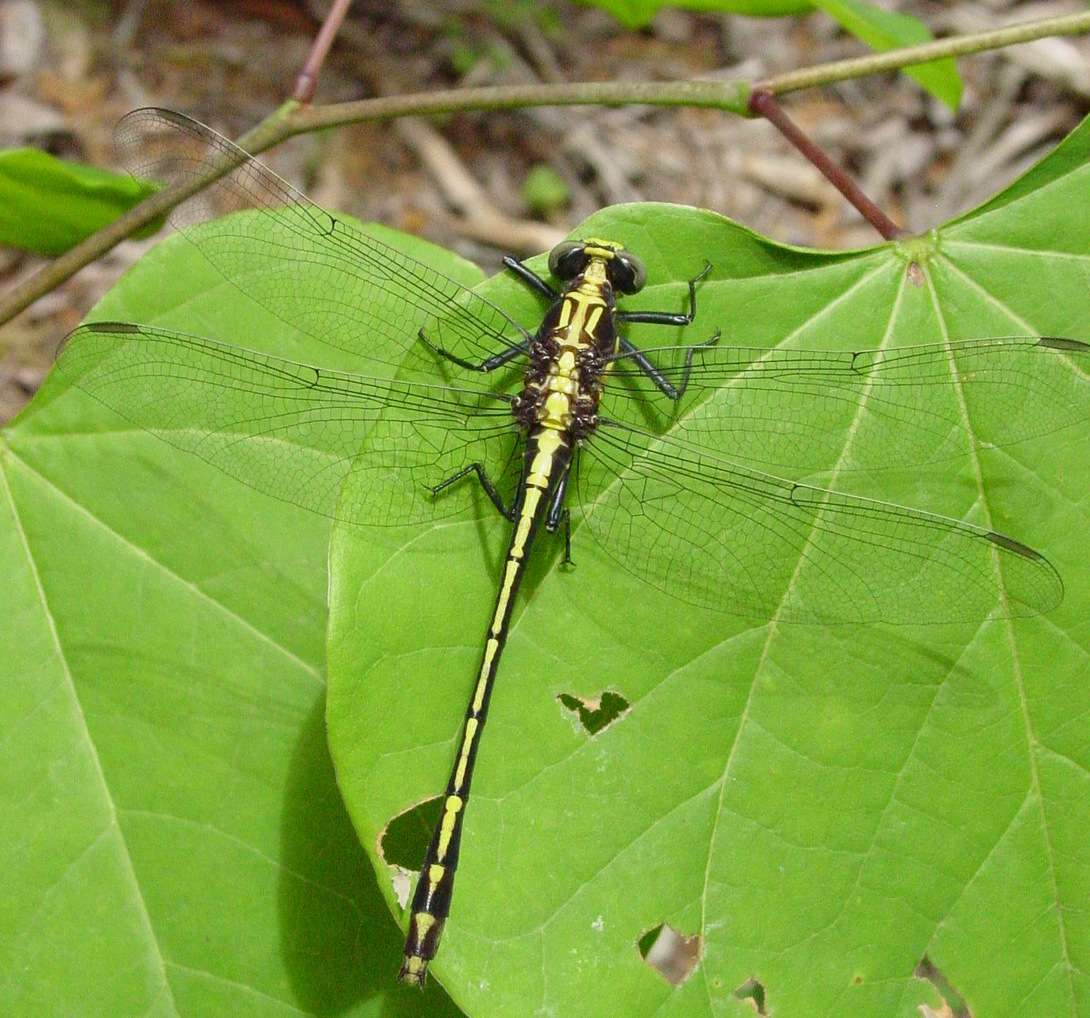
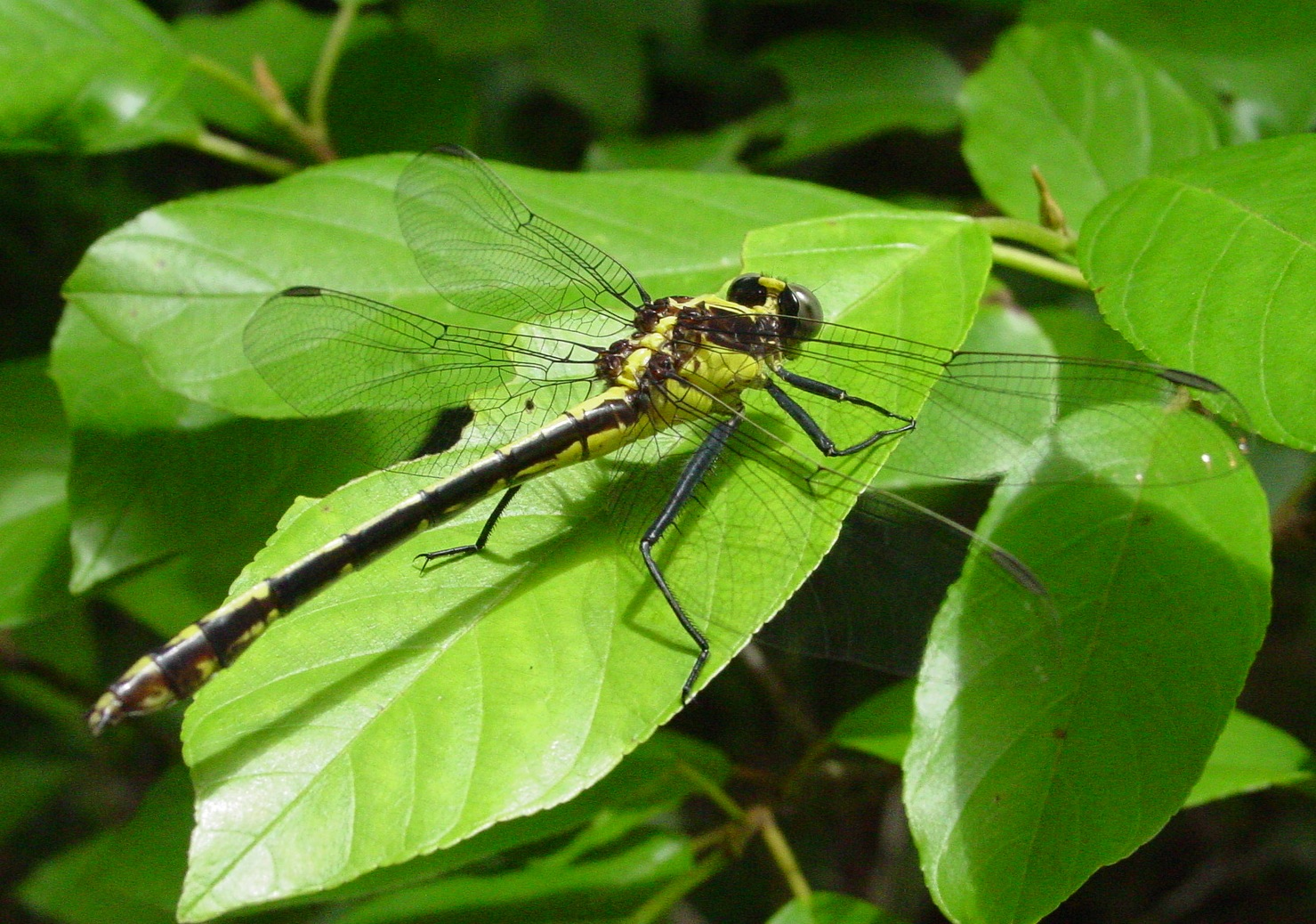